# Président d'université en France
En France, un président d'université est une personne élue par le conseil d'administration d'une université pour en assurer la direction pendant un mandat de 4 ans. 

## Description
Le président de l’université est élu à la majorité absolue des membres en exercice du conseil d’administration, pour un mandat de quatre ans (renouvelable immédiatement une fois). Il n’y a pas de condition de nationalité. C'est obligatoirement un enseignant-chercheur, chercheur ou assimilé. Le président représente l’université, préside les conseils et pilote l’établissement ; il dispose pour l’essentiel du pouvoir exécutif.
Il s’entoure d’un bureau (ou cabinet)  qui est chargé selon les termes de la loi de l’assister dans ses fonctions. Sa composition est à configuration variable selon les statuts adoptés par les universités qui en organisent très librement la composition et le fonctionnement. Le bureau du président d'université peut être composé de vice-présidents des conseils, de chargés de mission, etc. Ces personnes, majoritairement enseignants-chercheurs, sont selon les cas élus par les conseils sur proposition du président ou par candidature spontanée, sur liste ou de façon individuelle. Leur mandat peut coïncider avec celui du président ou avec celui des conseils. Le bureau comprend obligatoirement un vice-président étudiant élu, issu en général de la commission formation et vie universitaire du conseil académique.
Le directeur général des services (anciennement appelé secrétaire général) et d’autres responsables administratifs (agent comptable par exemple) sont souvent intégrés dans le bureau ou peuvent être appelés à y siéger à titre consultatif.
Au niveau national, les présidents d’université sont regroupés au sein de l'association France Universités.